# BÍ/Bolungarvík
Le BÍ/Bolungarvík est un club islandais de football regroupant le Boltafélag Ísafjarðar (BÍ 88) et la section football du club omnisports de l' UMF Bolungarvík. Ce club est basé dans le Nord-ouest de l'Islande dans les villes voisines de Ísafjörður et Bolungarvík.